# آرنه هولم
آرنه هولم (بالسويدية: Arne Holm)‏ هو منافس ألعاب قوى سويدي، ولد في 22 ديسمبر 1961.

## وصلات خارجية
- آرنه هولم على موقع الاتحاد الدولي لألعاب القوى (الإنجليزية)